# Gargaresc
Gargaresc è un centro abitato della Libia, nella regione della Tripolitania.

## Storia
Nel gennaio 1912 fu decisa la costruzione di alcune ridotte a Gargaresh  destinate ad accogliere alcune compagnie per difendere le cave di pietra da cui erano tratti materiali per la costruzione del porto di Tripoli. Fu quindi inviato nella zona un contingente di truppa e cavalleria destinato a mettere in opera le fortificazioni e a presidiare la località. La colonna italiana si scontrò con i turco-arabi dando origine alla Battaglia di Gargaresh. Non essendo stato possibile, a causa dello scontro, completare il sistema di fortificazioni la zona fu abbandonata per poi essere rioccupata il 20 gennaio 1912.

## Archeologia
A Gargaresh è situato l'ipogeo mitraico, con la tomba romana attribuita ad Aelia Arisuth. L’ipogeo è uno dei monumenti più rappresentativi di Oea